# Wendigo (comics)
Cet article concerne le personnage de fiction de Marvel Comics. Pour le monstre du folklore Nord Américain, voir Wendigo.
Cet article traite du personnage de comics. Pour la bande dessinée, voir Wendigo (bande dessinée).
Le Wendigo (occasionnellement : Wen-Di-Go) est un super-vilain évoluant dans l'univers Marvel de la maison d'édition Marvel Comics. Créé par le scénariste Steve Englehart et le dessinateur Herb Trimpe, le personnage de fiction apparaît pour la première fois dans le comic book The Incredible Hulk (vol. 2) #162 en avril 1973.
Le personnage reprend le mythe amérindien du Wendigo, un monstre issu du folklore Nord Américain. C'est un esprit cannibale transformant une personne en créature sanguinaire.

## Historique de la publication
Le Wendigo apparait pour la première fois dans le comic book The Incredible Hulk (vol. 2) #162 en avril 1973, créé par Steve Englehart et Herb Trimpe. Englehart se souvient : 

« Je connaissais la légende du Wendigo et je pensais, entre sa force et sa triste histoire, qu'il ressemblait à un bon adversaire de Hulk »

## Biographie du personnage
Le Wendigo est un monstre à l'apparence effrayante doté d'une férocité sans limite. Il est issu d'une malédiction jetée sur une personne ayant consommé de la chair humaine.
Il a déjà affronté et tenu tête à Hulk, même si ce dernier l'a toujours vaincu. Il a même combattu simultanément Sasquatch et la Chose au terme d'un affrontement acharné. Son ennemi le plus coriace est Wolverine.
On revit un Wendigo (sans connaître sa véritable identité) aux prises avec Sasquatch et Dents-de-sabre. Au terme du combat, ce dernier le tua et partit ensuite avec la peau de la créature.
Dernièrement, un Wendigo affronta Red Hulk mais ce dernier finit par en avoir raison en le décapitant, au terme d'une bataille acharnée et sanglante. Lorsque Red Hulk s'en alla, une meute de Wendigos arriva et dévora le corps sans vie de leur défunt congénère, ce qui démontre que cette espèce est cannibale et ne dévore pas seulement les humains. On ignore l'origine de ces derniers Wendigos.
Les personnages notables ayant été transformés en Wendigo sont Paul Cartier, Georges Baptiste et Francois Lartigue.

## Pouvoirs et capacités
Le Wendigo était à l'origine un homme perdu dans la nature du Grand Nord canadien, et qui consomma de la chair humaine pour survivre, ce qui lui occasionna une malédiction le transformant en un monstre sanguinaire.
Le Wendigo ne possède plus les souvenirs de la personne qu'il était autrefois. Ce n'est plus qu'une bête sauvage à l’appétit insatiable, incapable de reprendre forme humaine. De tout l'univers Marvel, le Wendigo est sans aucun doute l'être le plus sauvage. Il ne dispose que d’une intelligence très faible et, mis à part de rares instants et circonstances, il est incapable de se souvenir de son ancienne vie. Il est également incapable de parler, sauf pour prononcer son propre nom (« Wen-Di-Go ») comme une sorte de cri.
Une fois devenu le Wendigo, le personnage le reste jusqu’à la fin de sa vie, à moins que la malédiction ne soit levée par un effet magique. Cependant, certains individus — comme Lorenzo ou Mauvais — ont été capables d’éviter certains aspects de la malédiction, obtenant la puissance du Wendigo tout en conservant leur intelligence et leur faculté de parler.
- Le Wendigo possède une force surhumaine lui permettant de soulever (ou d'exercer une pression équivalente à) environ 80 à 100 tonnes[1]. La consommation régulière de cœurs humains régénère sa force et ses pouvoirs.
- Sa peau, très épaisse, lui permet de résister à l'impact de balles et même d'obus. Sa fourrure le protège aussi des températures glaciales du Grand Nord canadien. Il peut cependant être rendu inconscient après des coups suffisamment violents ou de graves blessures physiques[1].
- Comme Jack Russell, il possède à l'extrémité des doigts et des pieds des griffes rétractiles, tranchantes et très résistantes[1].
- Étant une créature surnaturelle, le Wendigo peut cicatriser et se remettre de graves blessures très rapidement. Cependant, son facteur guérisseur est inférieur à celui de Wolverine. Sa nature magique l’immunise également contre les maladies et la vieillesse[1].
- Malgré son gabarit, il est extrêmement agile et rapide. Son corps génère très peu de toxines liées à la fatigue musculaire (acide lactique), ce qui lui donne une endurance surhumaine et notamment la capacité de courir pendant plusieurs heures sans se fatiguer[1].
- Lorsqu’il est pris de frénésie meurtrière au cours d'un affrontement direct, il est capable de tenir tête à des individus du niveau de Hulk, si celui-ci est calme, et ne peut être vaincu que par des êtres possédant une force colossale comme Hulk, le Fléau ou l'Abomination.
- Bien qu'il soit virtuellement impossible de tuer le Wendigo, son corps étant capable de régénérer toutes ses blessures, même celles étant mortelles[1], il peut cependant mourir par décapitation ou bien si on lui arrache le cœur. Dents-de-sabre, Jack Russell et Red Hulk ont déjà réussi cet exploit.
- Il est aussi vulnérable aux attaques psychiques. Les télépathes les plus puissants comme Jean Grey ou le Professeur Xavier peuvent donc le neutraliser sans avoir à le combattre.

La consommation d’un cœur retiré du cadavre d'un Wendigo confère tous les pouvoirs de la créature à la personne ayant mangé ce cœur.